# Било, Жорж
Жорж Било (фр. Georges Bilot; 12 мая 1885, Париж — 9 февраля 1964, Люс-ан-Дюнуа) — французский футболист, игравший на позиции защитника, выступал за команды «Париж» и «Серкль Атлетик де Пари». В составе национальной сборной Франции провёл один матч. Один из 12 футболистов-участников первого официального матча сборной Франции.

## Биография
Жорж Било родился в мае 1885 года в Париже — у него также был старший брат Шарль, родившийся в марте 1883 года. Жорж вместе с братом выступал за местный футбольный клуб «Париж», оба играли на позиции защитника. В 1906 году их команда после объединения с «l'Union Sportive» стала называться «Серкль Атлетик де Пари». 
В 1909 году братья Било в составе «Серкль Атлетик» заняли второе место в чемпионате Франции, который проходил под эгидой Союза легкоатлетических обществ Франции. В финале, состоявшемся 25 апреля на стадионе «Стад-дю-Марти» в Коломбе, они уступили марсельскому клубу «Стад гельветик» — 3:2.
В 1904 году Жорж с братом стали одними из двенадцати футболистов выбранных в сборную Франции для участия в  футбольном турнире в Бельгии. Матч со сборной Бельгией был организован в рамках франко-бельгийской дружбы и получил название Évence Coppée Trophy, в честь его основателя — бельгийского аристократа Эванса Коппе. Встреча между сборными состоялась 1 мая на стадионе «Стад-дю-Вивье-д’Уа» в Уккеле и завершилась вничью — 3:3.
Жорж умер 9 февраля 1964 года в возрасте 78 лет.